# Culicoides mcdowelli
Culicoides mcdowelli är en tvåvingeart som beskrevs av Mercedes Delfinado 1961. Culicoides mcdowelli ingår i släktet Culicoides och familjen svidknott. Inga underarter finns listade i Catalogue of Life.